# إذا كنت تريد الغناء، فلتغني
إذا كنت تريد الغناء، فلتغني (بالإنجليزية: If You Want to Sing Out, Sing Out) أغنية للملحن والمغني وكاتب الأغاني البريطاني كات ستيفنز (يوسف إسلام منذ عام 1977). ظهرت الأغنية لأول مرة في فيلم الكوميديا السوداء الرومانسي الأمريكي "هارولد ومود" للمخرج هال آشبي عام 1971. لم تصدر الأغنية رسمياً حتى عام 1984 عندما صدرت ضمن ألبوم "خطى في الظلام Footsteps in the Dark: Greatest Hits, Vol. 2".
الأغنية هي نشيد فردي، تشجعنا على اتباع طريقنا في الحياة وتوضح أن الفرص موجودة في كل مكان. إنه موضوع كان ستيفنز يستكشفه في العديد من أغانيه، ولا سيما في ألبوم "على الطريق للمعرفة On The Road To Find Out"، حيث كان الدافع الأقوى عند ستيفنز هو إصابته بمرض الدرن الرئوي في عام 1968.

## خلفية الأغنية
كتب ستيفنز جميع أغاني فيلم "هارولد ومود" في الفترة بين 1970 – 1971 أثناء إعداده ألبوم "كأس شاي لحارث الأرض Tea for the Tillerman" ومع ذلك، لم يتم إصدار أغنية "إذا كنت تريد الغناء" وأغنيتين أخريين من تلك الفترة كأغاني فردية ولم يتم وضعها في أي ألبوم في ذلك الوقت. لم يتم إصدار أي مقطع صوتي رسمي من الفيلم في ذلك الوقت. تم إصدار الأغنية بعد ذلك في ألبوم "خطى في الظلام: أقوى الأغاني الجزء الثاني" مع أغانيه الأخرى التي لم يتم إصدارها من قبل. بالإضافة إلى ذلك، ظهرت الأغنية في إصدار المملكة المتحدة من ألبومه لعام 2003 "أفضل ما عند كات ستيفنز".

## كلمات الأغنية
حسنًا، إذا كنت تريد الغناء، فلتغني Well, if you want to sing out, sing out
وإذا كنت تريد أن تكون حراً، فكن حراً And if you want to be free, be free
لأن هناك مليون شيء يمكن أن يكون Cause there’s a million things to be
أنت تعلم هذا You know that there are
وإذا كنت تريد أن تعيش في بحبوحة، فلتعش في بحبوحة And if you want to live high, live high
وإذا كنت تريد أن تعيش حياة بائسة، فعش حياة بائسة And if you want to live low, live low
لأن هناك مليون طريقة لتعيشها Cause there’s a million ways to go
أنت تعلم هذا You know that there are
يمكنك فعل ما تريد You can do what you want
الفرصة متاحة The opportunity’s on
وإذا كان بإمكانك إيجاد طريقة جديدة And if you can find a new way
يمكنك فعلها اليوم You can do it today
يمكنك جعلها كلها صحيحة You can make it all true
ويمكنك جعلها غير متوقعة And you can make it un-do
هل ترى؟ اه اه اه You see? Ah, ah, ah
إنه سهل، آه ، آه ، آه It’s easy, ah, ah, ah
ما عليك سوى أن تعرف You only need to know
حسنًا، إذا كنت تريد أن تقول نعم، فقل نعم Well if you want to say yes, say yes
وإذا كنت تريد أن تقول لا، فقل لا And if you want to say no, say no
لأن هناك مليون طريقة للعيش Cause there’s a million ways to go
أنت تعلم هذا You know that there are
وإذا كنت تريد أن تكون أنا، فكن أنا And if you want to be me, be me
وإذا كنت تريد أن تكون أنت، فكن أنت And if you want to be you, be you
لأن هناك مليون شيء يجب القيام به Cause there’s a million things to do
أنت تعلم هذا You know that there are 

## كتاب عن الأغنية
يصدر في أكتوبر 2023 كتاب مصور للأطفال في 32 صفحة من وضع المؤلف الكندي بيتر هـ. رينولدز، مقتبسًا من أغنية كات ستيفنز التمكينية "إذا كنت تريد الغناء، فلتغني" التي تذكر القراء بأنهم يمكن أن يكونوا كما يريدون أن يكونوا.

## نسخ أخرى للأغنية
قدم الأغنية عدد من المغنيين وعلى رأسهم:
- ديفيد لاموت: قدم الأغنية عام 1998  ضمن البوم أغاني للأطفال عنوانه "أغاني للأطفال وكبارهم Songs for Kids and Their Grownups".
- فريق موسيقى الروك "الموت بالشوكولاتة Death By Chocolate": قدم الأغنية ضمن ألبومه الذي يحمل أسم الفريق عام 2001.
- فريق الفولك بونك "جوست مايس Ghost Mice": قدم الأغنية عام 2008 ضمن ألبوم "عجلة المنشار Saw Wheel".
- فريق البوب والروك "ستابورهيرو Stuporhero": قدم الأغنية عام 2007 ضمن ألبوم "النجم الأخير ساطع Last Star Shining".
- فريق "راني آربو وديزي مايهم Rani Arbo & Daisy Mayhem" الذي يجمع أسلوبه الفولك، الكانتري بلوز، البلوجراس التقدمي، والجاز: قدم الأغنية عام 2010.
- فريق موسيقى الالكترو، السينثيتك بوب والمينيمال الألماني "ويلي اردبول Welle:Erdball": قدم الأغنية عام 2011 ضمن ألبوم "الحرب الباردة Der Kalte Krieg".
- فريق الروك المكسيكي "اليسون Allison": قدم نسخته من الأغنية عام 2016.
- الثنائي ديفيد جيب / برادي ريمر David Gibb and Brady Rymer: قدم الأغنية ضمن ألبوم أغاني الأطفال "أغاني عبر البركة Songs Across the Pond" عام 2020.
- دارين كوجان Darren Coggan: قدم عام 2021 البوم يتضمن أغاني كات ستيفنز تحت عنوان "قطار السلام: تحية إلى كات ستيفنز Peace Train: A Tribute To Cat Stevens" وكانت "إذا كنت تريد الغناء" ضمن الألبوم.
بالاضافة لذلك قامت عدة فرق موسيقية بعزف لحن الأغنية. كما ظهرت الأغنية في بعض الأفلام، غير ظهورها الأول في "هارود ومود"، مثل فيلم "تشارلي بارتليت Charlie Bartlett" عام 2007، والمسلسل الكوميدي الأمريكي "اسمي إيرل" من عام 2005 إلى عام 2009، ومسلسل الإثارة والأكشن الأمريكي "راي دونوفان". فضلاُ عن ذلك تم إستخدام الأغنية في دعاية إعلانية وأيضا في مسلسل البودكاست بمحطة (BBC) "الشمال من نورثهامبتونشاير".

## وصلات خارجية
https://www.songfacts.com/facts/cat-stevens/if-you-want-to-sing-out-sing-out إذا كنت تريد الغناء، فلتغني
https://catstevens.com/media/songs/if-you-want-to-sing-out-sing-out/ إذا كنت تريد الغناء، فلتغني
https://www.youtube.com/watch?v=r2J1XHmt-HM إذا كنت تريد الغناء، فلتغني